# 罗伯特·纳维利斯
罗伯特·纳维利斯（義大利語：Roberto Nevilis）是一位意大利教师。共青团广东省委、News18和The Daily Guardian均称其在1905年为达到对于不按规定完成学习任务或调皮捣蛋的学生出于惩罚的目的而发明了家庭作业。然而，印度出版公司Jagran Prakashan Limited对纳维利斯的真实身份提出质疑，认为其“家庭作业发明者”的称号不仅缺乏可靠性，而且他可能只是一个虚构人物，在现实世界中并不存在。